# Parque Nacional del Teide
Parque Nacional del Teide este o arie protejată (arie specială de conservare — SAC, sit de importanță comunitară — SCI) din Spania întinsă pe o suprafață de 18.993,1 ha, integral pe uscat.

## Localizare
Centrul sitului Parque Nacional del Teide este situat la coordonatele 28°15′53″N 16°37′05″W / 28.2647°N 16.6181°V.

## Înființare
Situl Parque Nacional del Teide a fost declarat sit de importanță comunitară în octombrie 1999 pentru a proteja 1 specie de plante și 1 specie de animale. Situl a fost protejat și ca arie specială de conservare în ianuarie 2010.

## Biodiversitate
Situată în ecoregiunea , aria protejată conține 4 habitate naturale: Lande oro-mediteraneene cu formațiuni endemice de grozamă, Păduri de pin endemic canariene, Pante stâncoase silicioase cu vegetație casmofită, Câmpuri de lavă și excavații naturale.
La baza desemnării sitului se află mai multe specii protejate:
- plante (1): Rhaponticum canariense
- mamifere (1): Plecotus teneriffae